# Kuban Airlines

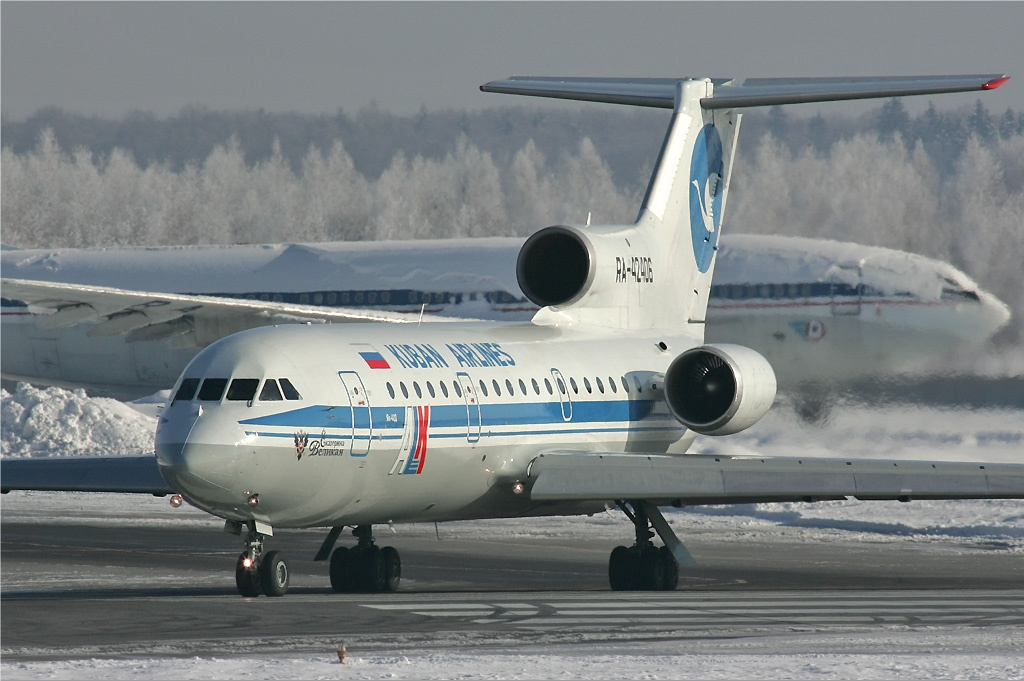
Yakovlev Yak-42 nella livrea storica della Kuban Airlines.

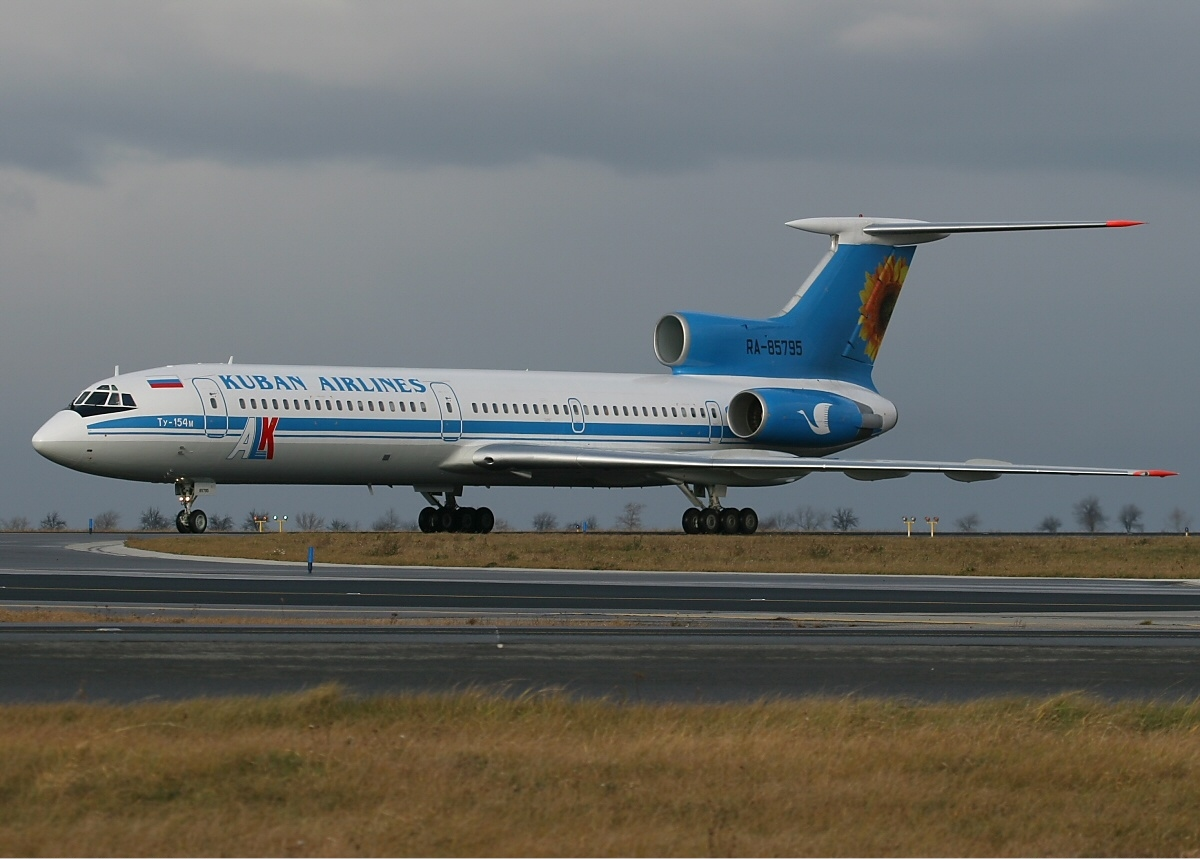
Tupolev Tu-154M nella livrea storica della Kuban Airlines.

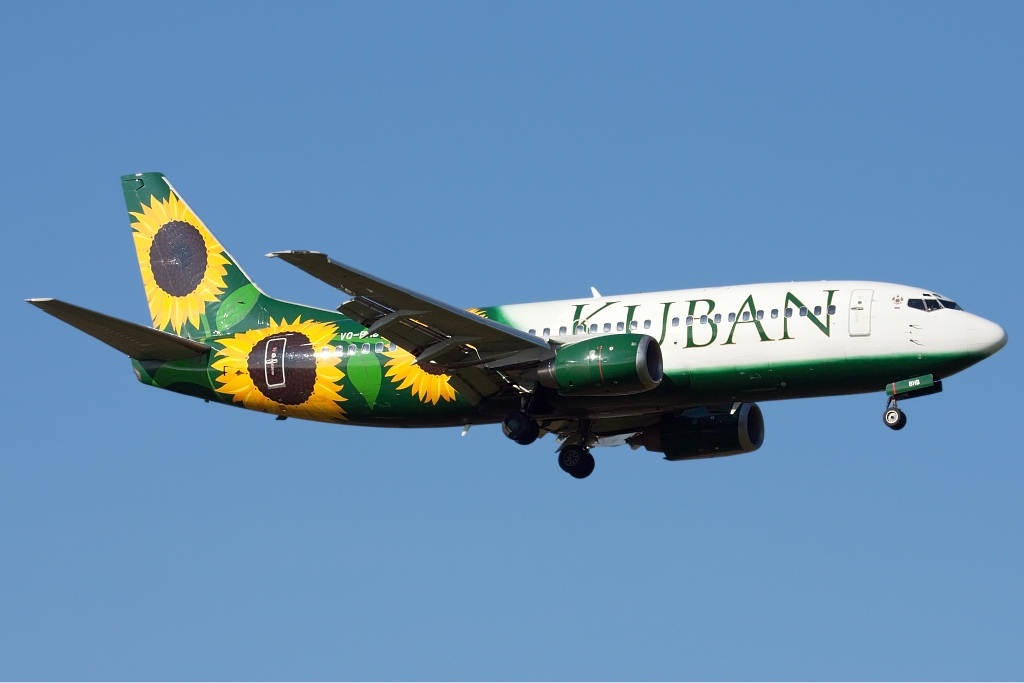
Boeing 737-300 nella livrea più recente della Kuban Airlines.

La Kuban Airlines o ALK (in russo: Авиационные линии Кубани) era una compagnia aerea russa fondata sulla base dell'Aeroflot-Krasnodar e facava parte della holding Gli Aeroporti del Sud (in russo: Аэропорты Юга).

## Storia
- 1932 - i primi Polikarpov Po-2 aprono la storia dell'Aviazione Civile della Krasnodar.
- 1933 - la base aerea diventa complesso aeroportuale con la base tecnica per la manutenzione degli aerei Po-2, la flotta conta 30 aerei di questo tipo.
- 1934 - i primi voli passeggeri per Soči, Armavir, Belorečensk, Rostov sul Don, Ejsk, Majkop.
- 1938 - 218 Divisione dell'Aviazione Civile diventa uno dei più grandi della Russia e conta 60 Polikarpov Po-2, 2 Yakovlev Yak-6 e 1 PR-5.
- 1940 - la creazione della flotta per le emergenze sanitarie nella regione e specialmente sul Mare di Azov, inoltre sono stati molto frequenti i voli panoramici per tutti i cittadini.
- 1941-1945 - la riorganizzazione della Divisione dell'Aviazione Civile nella Terza squadriglia militare.
- 1946 - l'arrivo all'aeroporto di Krasnodar dei primi Lisunov Li-2 e la ripresa dell'attività della compagnia aerea civile della Krasnodar.
- 1948 - l'arrivo dei primi Ilyushin Il-14 a Krasnodar.
- 1960 - l'apertura della pista cementata e l'arrivo dei primi Ilyushin Il-18 e subito dopo dei primi Tupolev Tu-124
- 1964 - l'ampliamento del terminal dell'aeroporto e l'arrivo dei primi Antonov An-24 a Krasnodar
- 1984 - l'apertura della seconda pista cementata attiva all'aeroporto di Krasnodar.
- 1993 - la creazione della compagnia aerea Kuban Airlines S.p.a.[1]
- 2006 - la separazione della società in tre società riorganizzate: l'Aeroporto Internazionale Krasnodar, L'Agenzia dei Trasporti Aerei "Kuban'" e la Kuban Airlines, l'acquisto dei primi due Tupolev Tu-154M-3 dalla compagnia aerea russa
- 2007 - la Kuban Airlines trasportò 600 000 passeggeri con 286 milioni di rubli russi di profitto[2].
- 2008 - la compagnia aerea di Krasnodar ha trasportato 572.600 passeggeri (+12,7% in più rispetto all'anno precedente)[3].
- 2009 - la Kuban Airlines ha trasportato 547.579 passeggeri ed ha effettuato un totale di 4.423 voli piazzandosi al 22º posto nel mercato di trasporto aereo russo. Nel 2009 la compagnia aerea ha aperto i nuovi voli di linea che collegano Anapa-Vitjazevo con Perm' e Čeljabinsk-Balandino, Soči-Adler con Ekaterinburg-Kol'covo e Krasnodar, Krasnodar con Ufa e Omsk.[4].
- 2010 - nell'agosto la Kuban Airlines ha firmato l'accordo di fusione con la moscovita SkyExpress per lo sviluppo della rete di voli nazionali nel sud della Russia europea.[5].
- 2010 - la Kuban Airlines ha trasportato 666.454 passeggeri, il 21,71% in più rispetto al 2009. Gli aerei della Kuban Airlines hanno effettuato un totale di 5.148 voli di linea e charter, il 16,39% in più rispetto all'anno precedente.[6]
- 2011 - la Kuban Airlines ha trasportato 900.400 passeggeri, il 35% in più rispetto al 2010. L'aumento è stato dovuto alla fusione con la flotta e la rete della compagnia aerea russa SkyExpress ed aumento notevole di voli charter grazie all'entrata in servizio degli aerei Boeing 737, Airbus A319 che hanno sostituito gli aerei Yakovlev Yak-42 sulle rotte internazionali. Inoltre, la compagnia ha ordinato 12 nuovi aerei regionali Sukhoi Superjet 100 per aumentare ulteriormente la sua presenza sul mercato interno della Russia e dei paesi CSI sviluppando gli hub all'aeroporto di Mosca-Vnukovo ed all'aeroporto di Krasnodar.[7]
- 7 dicembre 2012 - la compagnia aerea è stata multata dalla Corte della Tatarstan per aver violato i diritti di passeggeri di 13 voli charter diretti in Turchia e Spagna l'estate scorsa in partenza dall'aeroporto di Kazan'. La compagnia ha causato i disagi alle persone in seguito ai ritardi continui, perché alcuni degli aerei della compagnia erano fermi a terra per guasti tecnici.[8]
- 10 dicembre 2012 - la compagnia aerea di Krasnodar ha annunciato la cancellazione di tutti i voli di linea dall'11 dicembre 2012 in seguito alla bancarotta.[9]

## Strategia
La Kuban Airlines era una delle 20 più grandi compagnie aeree russe per il trasporto passeggeri e aveva base tecnica e hub principale all'Aeroporto di Krasnodar-Pashkovskij, nella parte europea della Russia.

## Flotta prima della chiusura
- 3 Airbus A319
- 2 Boeing 737-300[10][11]
- 2 Boeing 737-500
- 12 Yakovlev Yak-42D

## Ordinazioni
- 10 Boeing 737-700 (entrata nel servizio era prevista entro il 2014, l'ordine annullato in seguito alla bancarotta)[12]

## Flotta storica
- 2 Tupolev Tu-154M-3

## La rivista di bordo
- Kuban Airlines Magazine[13]

## Accordi commerciali
La Kuban Airlines faceva parte del Holding russo "Gli Aeroporti del Sud" insieme con:
- Aeroporto di Anapa-Vitjazevo
- Aeroporto di Gelendžik
- Aeroporto di Krasnodar
- Aeroporto di Soči-Adler